# 강나루 (육상 선수)
강나루(1983년 4월 25일~)는 대한민국의 전직 육상 선수로 주 종목은 해머던지기이다. 2008년부터 2023년까지 대한민국 여자 해머던지기 최고 기록을 보유했다.

## 경력
부산체육고등학교와 한국체육대학교를 나와 2006년부터 은퇴할 때까지 익산시청 육상단 소속으로 활동했다. 2007년 5월 22일 제11회 전국실업육상경기선수권대회에서 58.33m로 당시 여자 해머던지기 1인자 장복심을 제치고 한국신기록을 세우기 시작, 2008년 2월10일 호주 뉴사우스웨일스 오픈 육상 대회에서 한국기록을 60.58m로 늘려놓았다. 그 후 4개월여 만인 6월 5일 제62회 전국육상경기선수권대회에서 61.50m을 기록 또 다시 한국 기록을 경신했다.

## 한국 신기록
| 종목       | 기록   | 날짜        | 대회                              | 장소                      | 순위 | 종전 기록                |
| ---------- | ------ | ----------- | --------------------------------- | ------------------------- | ---- | ------------------------ |
| 해머던지기 | 58.33m | 2007, 5,22  | 제11회 전국실업육상경기선수권대회 | 대한민국 안동             | 1위  | 장복심(06년 8월) 57.96cm |
| 해머던지기 | 58.84m | 2007, 6,1   | 제61회 전국육상경기선수권대회     | 대한민국 대구             | 1위  | 강나루(07년 5월) 58.33m  |
| 해머던지기 | 59.44m | 2007, 10,3  | 2007 대구국제육상경기대회         | 대한민국 대구             | 5위  | 강나루(07년 6월) 58.84m  |
| 해머던지기 | 60.58m | 2008, 2,10* | 뉴사우스웨일스 오픈 육상 대회     | 오스트레일리아 시드니     | 3위  | 강나루(07년 10월) 59.44m |
| 해머던지기 | 61.50m | 2008, 6,4   | 제62회 전국육상경기선수권대회     | 대한민국 대구월드컵경기장 | 1위  | 강나루(08년 2월) 60.58m  |